# Helmut Zieres
Helmut Zieres (* 12. Juli 1935 in Aschaffenburg; † 27. Juli 2017 in Saarbrücken) war ein deutscher Verwaltungsjurist und Präsident des Landgerichts Saarbrücken. 

## Leben
Helmut Zieres studierte Rechtswissenschaften, trat 1963 in den juristischen Staatsdienst des Saarlandes ein und wurde Richter am Landgericht Saarbrücken. 1970 promovierte er mit der Dissertation „Grundfragen der Zwangsvollstreckung zur Erwirkung von unvertretbaren Handlungen, von Duldung und Unterlassungen, §§ 888, 890 ZPO“ zum Dr. jur. und kam 1972 in die Ministerialverwaltung des Justizministeriums.  Dort wurde er 1983 zum Leitenden Ministerialrat  ernannt. 
1987 folgte die Ernennung zum Präsidenten des Landgerichts Saarbrücken.
Daneben war er Dozent und Leiter von Arbeitsgemeinschaften an der Universität des Saarlandes sowie Stellvertretender Leiter des Landesprüfungsamts für Juristen. Dieses Amt übte er, auch nach seiner Pensionierung im Jahr 2000, bis 2003 aus.
Von 2000 bis 2008 war er Mitglied des Presbyteriums der Evangelischen  Gemeinde Bischmisheim.  
Er war verheiratet mit Lore Zieres geb. Jülch. Aus der Ehe stammten eine Tochter und ein Sohn. 